# 하치야정
하치야정 (하치야마치)(八屋町)은 후쿠오카현 지쿠조군에 존재했던 정이다. 1955년 4월 1일에 주변 8촌과 합병해 우노시마시가 되어 소멸하였다. 현재의 부젠시로 개칭해 현재에 이른다.